# Benjamin Jones
Benjamin "Ben" Jones (Wigan, 2 de gener de 1882 - Johannesburg, Sud-àfrica, 20 d'agost de 1963) va ser un ciclista en pista anglès que va prendre part en els Jocs Olímpics de Londres de 1908.
En aquells Jocs va guanyar tres medalles, dues d'or en les proves de 5000 metres i persecució per equips, junt amb Clarence Kingsbury, Leonard Meredith i Ernest Payne; i una de plata en els 20 km.
També va prendre part en la prova de 660 iardes, quedant eliminat en semifinals. En la prova d'esprint prengué part en la final, però tots els ciclistes foren desqualificats per superar el temps màxim.